# Dr. Kildare: Unter Verdacht
Dr. Kildare: Unter Verdacht (Originaltitel: Calling Dr. Kildare) ist ein US-amerikanisches Filmdrama in schwarz-weiß aus dem Jahr 1939. Regie führte Harold S. Bucquet. Das Drehbuch adaptierten Harry Ruskin und Willis Goldbeck nach der Geschichte Calling Dr. Kildare von Max Brand, die dieser 1940 als Roman veröffentlichte. Die Hauptrollen spielten Lew Ayres und Lionel Barrymore. Dr. Kildare: Unter Verdacht ist der zweite Film der Dr. Kildare-Serie von Metro-Goldwyn-Mayer.

## Handlung
In Dartford erwarten Dr. James Kildares Eltern den Besuch ihres Sohnes. Doch dieser sagt kurzfristig ab. Er hat bei einem seiner Patienten Symptome von Q-Fieber erkannt und will den Verdacht mit einem aufwändigen Tierversuch bestätigen. Der Nachweis scheint zu gelingen, doch Dr. Kildares Vorgesetzter und Mentor, Dr. Leonard Gilmore, räumt den Verdacht sehr schnell aus. Ihm genügte ein kurzes Gespräch mit dem Patienten für die Diagnose. Nun will er Dr. Kildare lehren, mehr auf die Patienten und ihre Lebensumstände zu achten statt sich ausschließlich auf die medizinischen Analysen zu stützen. Dazu versetzt er ihn in eine Außenstelle der Klinik, in der er als einziger Arzt arbeiten wird. Da Dr. Gillespie ihn dort nicht beobachten kann, schickt er ihm die junge Krankenschwester Mary Lamont hinterher. Sie soll ihm berichten, wie Dr. Kildare sich dort schlägt.
An seinem ersten Tag dort agiert Dr. Kildare unglücklich. Dann wird er zu einem Notfall gerufen. Der Verletzte, Nick Lewett, wurde angeschossen. Dr. Kildare schickt nach einem Krankenwagen, doch Nicks Schwester Rosalie unterbindet dies. Zudem überredet sie Dr. Kildare dazu, die Schussverletzung nicht zu melden, obwohl er gesetzlich dazu verpflichtet wäre. Während Nicks Behandlung kommen sich Dr. Kildare und Rosalie näher. So ist er von Nicks Unschuld überzeugt, als er erfährt, dass dieser im Zusammenhang mit dem Mord an einem Buchmacher gesucht wird. Bei Dr. Kildares Rückkehr in die Außenstelle bemerkt Mary Lamont die herausoperierte Kugel. Sie erwähnt diese bei ihrem Bericht an Dr. Gillespie nicht, doch gibt Dr. Kildare selbst versehentlich den entscheidenden Hinweis. Es gelingt Dr. Gillespie aber nicht, Dr. Kildare dazu zu bringen, die Schusswunde zu melden und die Polizei zu Nick zu führen. Daher bittet er dessen Vater, Dr. Stephen Kildare, seinen Sohn nach Hause zu rufen, was der auch tut. Also fährt Dr. Kildare nach Dartford und hilft seinem Vater bei der Behandlung eines Patienten. Seiner Mutter erzählt er, dass er Rosalie heiraten möchte. Doch bald schon kehrt er wieder nach New York zurück.
Als Dr. Kildare das nächste Mal Nick Lewett in dessen Versteck behandeln will, wird dieser von der Polizei festgenommen. Dabei wird auch die unterlassene Meldung Dr. Kildares bekannt, weshalb dieser vom Krankenhaus suspendiert wird. Er sucht nun nach dem Täter, wobei er von Joe Waymans schlagkräftig unterstützt wird. Er findet heraus, dass Tom Crandell der Mörder ist und die Schuld auf Nick abwälzen wollte. Der Fall ist damit geklärt, die Freude Rosalies darüber währt aber nur kurz, weil Crandell ihr Geliebter ist. Auf Betreiben Dr. Gillespies erzählt sie dies Dr. Kildare und auch, dass sie nur mit ihm geflirtet habe, damit er ihrem Bruder helfe. Der enttäuschte Dr. Kildare will zurück nach Dartford, doch Dr. Gillespie überzeugt ihn, weiterhin sein Assistent zu bleiben. Dabei wird er mit Mary Lamont zusammenarbeiten.

## Hintergrund
Dr. Kildare: Unter Verdacht (Calling Dr. Kildare) ist der zweite Teil der MGM-Serie über Dr. Kildare, die mit Dr. Kildare: Sein erster Fall (Young Dr. Kildare) begonnen hatte. Der Arbeitstitel war Dr. Kildares Mistake.

### Besetzung und technischer Stab
MGM nutzte Serien wie die um Dr. Kildare um vielversprechende Nachwuchsschauspieler, die bereits unter Vertrag standen, in größeren Rollen auszuprobieren. In Dr. Kildare: Unter Verdacht wurde Lana Turner auf diese Weise eingesetzt. Für Alma Kruger in der Rolle der Molly Byrd war dies der erste Auftritt in der Serie, genauso wie für Laraine Day als Mary Lamont. Laraine Day war zunächst nicht sehr erfreut darüber. Sie empfand den Einsatz in einem B-Movie als Strafe durch Louis B. Mayer. Auch war sie zunächst nicht gut auf Lew Ayres zu sprechen. In ihrem ersten gemeinsamen Film, Scandal Street (1938) hatte sie für ihn geschwärmt. Er hatte sie dagegen nicht beachtet. Ihre Einstellung zu ihm änderte sich aber schnell, und sie genoss es, mit ihm zu arbeiten. Bald freundete sie sich auch mit Lionel Barrymore an. Für Lynne Carver war dies bereits der letzte Auftritt in der Serie.
Für das Szenenbild in Dr. Kildare: Unter Verdacht waren Cedric Gibbons sowie Edwin B. Willis verantwortlich.

### Dreharbeiten
Die Dreharbeiten zu Dr. Kildare: Unter Verdacht begannen am 13. Februar 1939 und endeten Ende März 1939 mit Nachaufnahmen. Gedreht wurde in den Studios von MGM.

### Synchronisation
Die Synchronisation von Dr. Kildare: Unter Verdacht wurde 1991 von der Interopa Film GmbH in Berlin durchgeführt. Die Dialogregie lag bei Hagen Mueller-Stahl, das Dialogbuch stammte von Katrin Blass.
| Rolle                 | Schauspieler     | Synchronsprecher        |
| --------------------- | ---------------- | ----------------------- |
| Dr. James Kildare     | Lew Ayres        | Udo Schenk              |
| Dr. Leonard Gillespie | Lionel Barrymore | Hans W. Hamacher        |
| Mary Lamont           | Laraine Day      | Ulrike Möckel           |
| Joe Wayman            | Nat Pendleton    | Detlef Bierstedt        |
| Rosalie Lewett        | Lana Turner      | Simone Brahmann         |
| Dr. Steve Kildare     | Samuel S. Hinds  | Friedrich W. Bauschulte |
| Martha Kildare        | Emma Dunn        | Christel Merian         |
| Molly Byrd            | Alma Kruger      | Christine Gerlach       |

### Erstaufführung
Dr. Kildare: Unter Verdacht wurde am 28. April 1939 uraufgeführt und von Metro-Goldwyn-Mayer verliehen. Die deutsche Erstaufführung war am 17. Juni 1991 im Fernsehprogramm der ARD.

## Rezeption

### Kritiken

#### Zeitgenössische Kritiken
Frank S. Nugent betonte in seiner Kritik in der The New York Times, dass Dr. Kildare: Unter Verdacht, der zweite Teil der Dr.-Kildare-Serie sei, doch er sei auch angenehm unterhaltend. Im Gegensatz zu anderen Krankenhausfilmen seien die Filme der Serie elegant professionell. Medizin in Filmen sei immer schwerer zu ertragen, doch sei sie in den Kildarefilmen alles in Allem erfolgreich versüßt. Dem Rezensenten von Harrison’s Reviews gefiel der Film sehr gut. Er sei durchgehend witzig. Und es mache Spaß zu sehen, wie Dr. Gillespie Dr. Kildare aus der Patsche hilft. Dass Dr. Kildare straffrei aus der Geschichte herauskommt sei das einzig Störende, doch das falle gar nicht auf, weil der Rest so gut sei. Der Kritiker der Variety fand zwar den Rahmen der Geschichte mit den Doktoren Kildare und Gillespie so gut, dass die Filmserie absolut erhaltenswert sei, er meinte aber, dass der Inhalt dieses Rahmens in den nächsten Filmen unbedingt besser werden müsse. Es sei völlig unglaubwürdig, dass ein derart engagierter Arzt wie Dr. Kildare so handeln würde, wie er es im Film tat.
Während Nugent vor allem die medizinische Expertise und in diesem Zusammenhang den Regisseur Harold S. Bucquet und die Autoren Harry Ruskin, Willis Goldbeck und Max Brand lobt, erwähnt er bezüglich der Darsteller nur, dass Lionel Barrymore „für die rücksichtslose Art, mit der er seinen Rollstuhl fährt, ins Gefängnis kommen könnte“. Ähnlich zurückhaltend wird in der Kritik von Harrison’s Reviews bemerkt, dass die Komik des Films durch die Worte und Taten Lionel Barrymores zustande käme. Die Variety spricht dagegen von einem feinen Casting und exzellenten Darstellungen. Ohne Lew Ayres, Lionel Barrymore und den Regisseur Harold S. Bucquet würde nichts den Film über den Durchschnitt heben. Auch Laraine Day wird eine exzellente Leistung attestiert, von ihr, wie auch von Lana Turner, könne man noch einiges erwarten.

#### Moderne Kritiken
Paul Mavis meinte in seinem Review für DVDTalk, dass der Film das Tempo des ersten Teils beibehalte, an Humor dagegen start zulege. Der Film nehme sich nicht annähernd so ernst, wie es Dr. Kildare: Sein erster Fall tat. Er weist auch auf Inhalte hin, die damals als normal oder gar witzig wirkten, heute aber eher rassistisch. Alma Kruger bringe die Serie deutlich weiter, ihre Rolle sei ein perfekter Gegensatz und gleichzeitig eine Ergänzung zu Dr. Gillespie. Sie sei die perfekte Besetzung für diese Rolle. Auch die charmante und talentierte Laraine Day sei ein wertvoller Neuzugang. Es sei allerdings befremdlich, wie Lynne Carver aus der Serie verschwindet. Die Kritik in Cinema meint lapidar: „Etwas altmodisch, aber mit guten Darstellern.“